# Emma Kirkeberg Mørk
Emma Kirkeberg Mørk (* 20. Dezember 2002) ist eine norwegische Skilangläuferin.

## Werdegang
Mørk, die für den Drammens BK startet, nahm bis 2022 an Juniorenrennen teil und gewann dabei bei den Junioren-Skiweltmeisterschaften 2021 in Vuokatti die Bronzemedaille mit der Staffel. Zudem kam sie auf den 28. Platz über 5 km Freistil und auf den 16. Rang im 15-km-Massenstartrennen. In der Saison 2021/22 startete sie in Beitostølen erstmals im Scandinavian-Cup, wobei sie die Plätze 14 und acht über 10 km errang und holte bei den Junioren-Skiweltmeisterschaften 2022 in Lygna die Bronzemedaille über 5 km sowie die Goldmedaille mit der Staffel. Im 15-km-Massenstartrennen wurde sie Zehnte. In der Saison 2022/23 erreichte sie mit drei Top-Zehn-Platzierungen den siebten Platz in der Gesamtwertung des Scandinavian-Cups und nahm in Oslo erstmals am Skilanglauf-Weltcup teil, wobei sie mit dem 28. Platz im 50-km-Massenstartrennen ihre ersten Weltcuppunkte holen konnte. Bei den U23-Weltmeisterschaften 2023 in Whistler lief sie auf den 16. Platz über 10 km Freistil und auf den siebten Rang im 20-km-Massenstartrennen. In der Saison 2023/24 erreichte sie in Hommelvik mit dem dritten Platz über 30 km klassisch ihre erste Podestplatzierung im Scandinavian-Cup und kam in Oslo mit dem 24. Platz im 50-km-Massenstartrennen im Weltcup erneut in die Punkteränge. Ihr Bruder Martin Kirkeberg Mørk ist ebenfalls als Skilangläufer aktiv.